# Pseudodolbina fo
Pseudodolbina fo är en fjärilsart som beskrevs av Walker 1856. Pseudodolbina fo ingår i släktet Pseudodolbina och familjen svärmare. Inga underarter finns listade i Catalogue of Life.

## Beskrivning

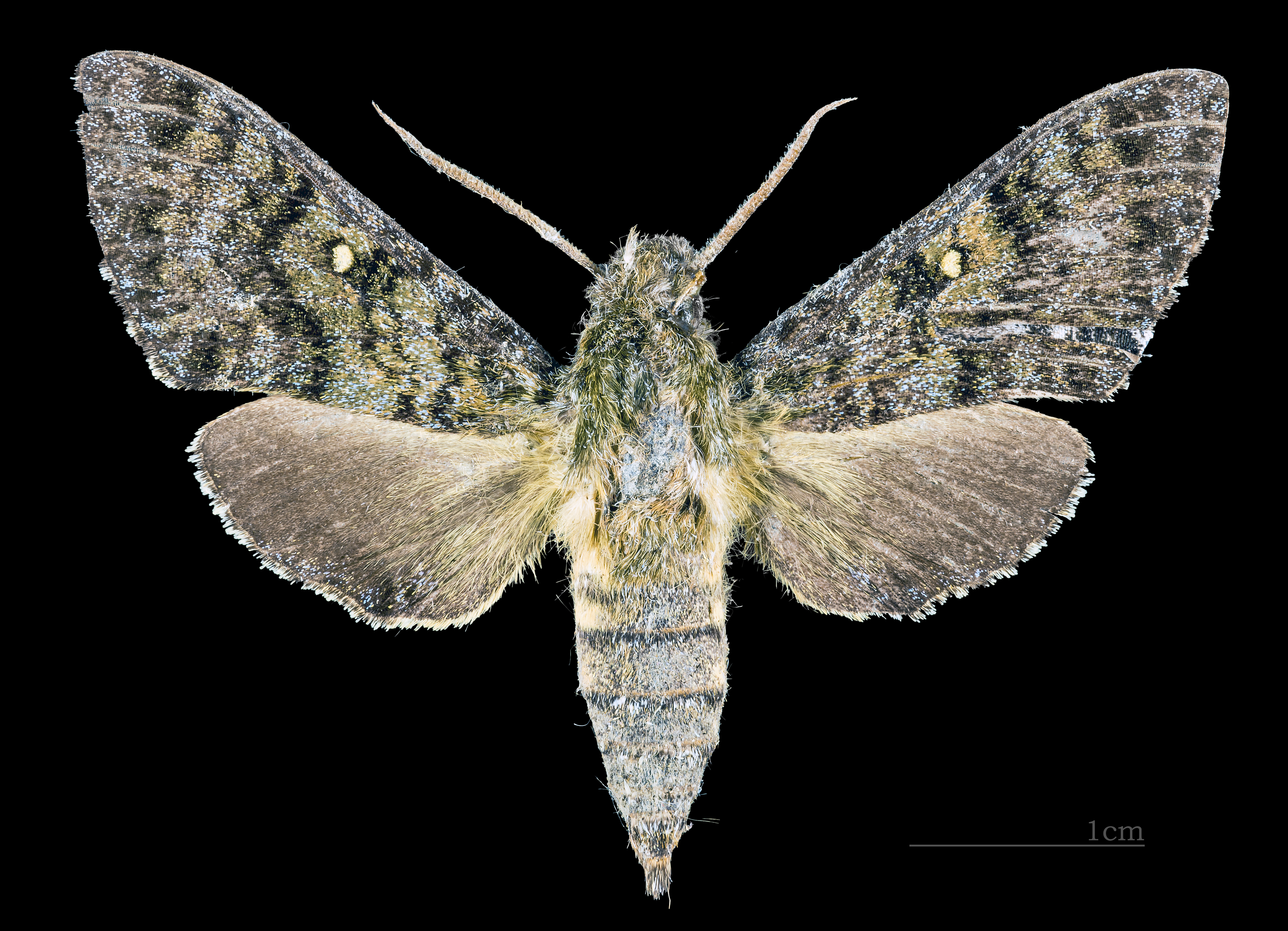
♂
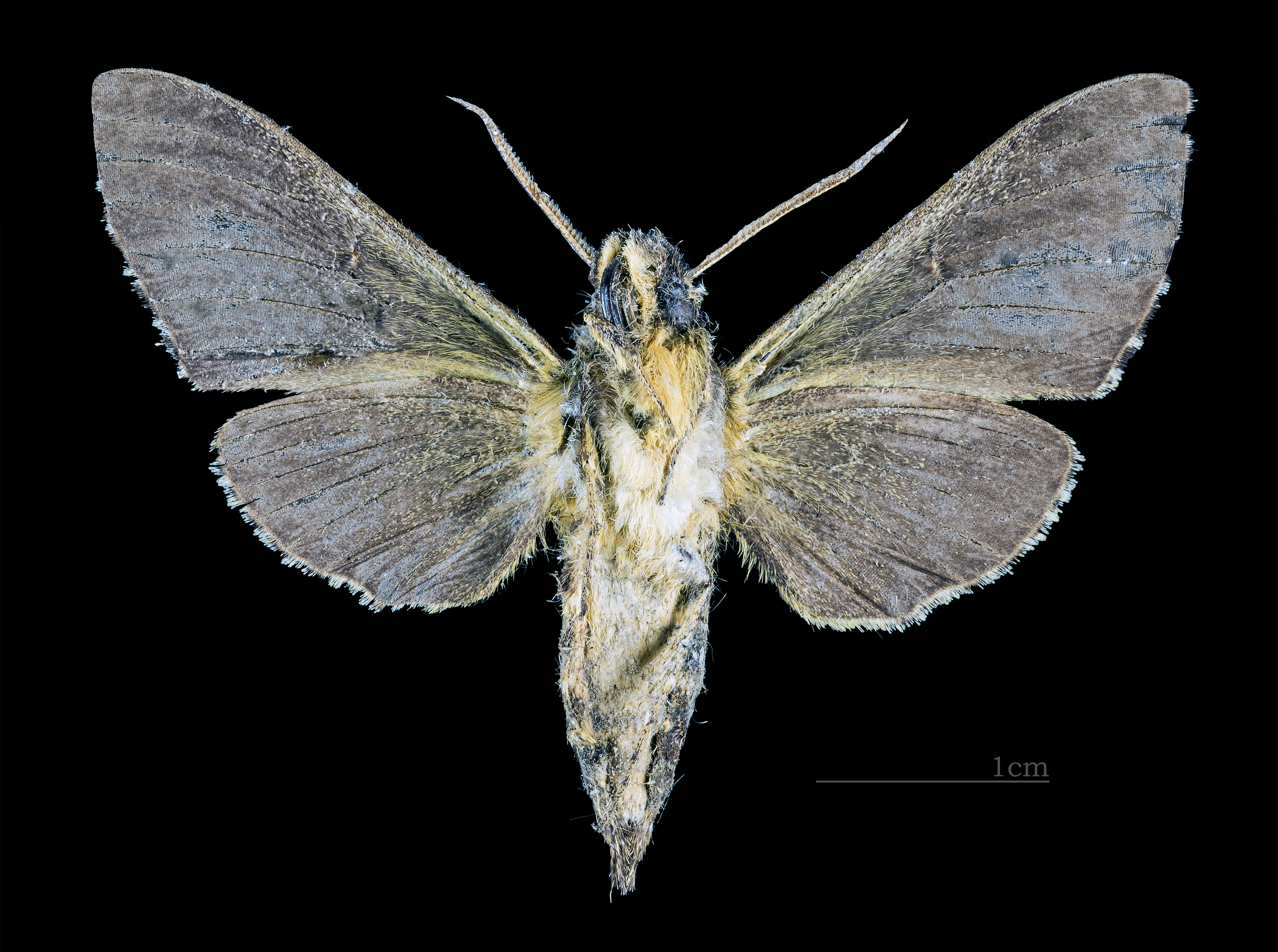
♂ △